# بوقة (الحصن)

تعديل مصدري - تعديل

بوقة هي إحدى قرى عزلة اليمانية العليا بمديرية الحصن التابعة لمحافظة صنعاء، بلغ تعداد سكانها 194 نسمة حسب تعداد اليمن لعام 2004.